# 베스테르플라테

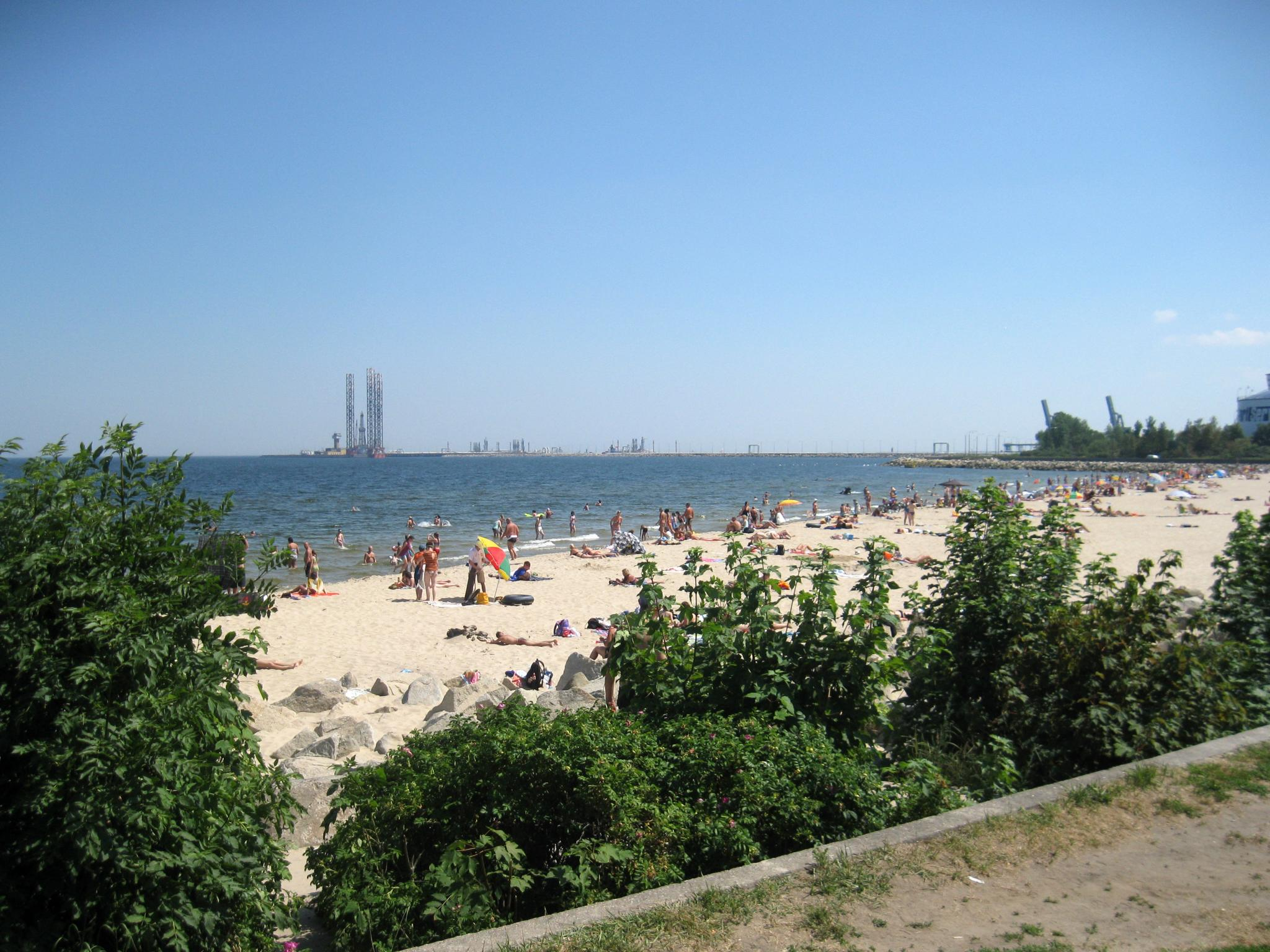

베스테르플라테(폴란드어: Westerplatte)는 폴란드 그단스크에 위치한 반도이다. 비스와강의 삼각주에 위치해있으며 발트해와 접한다. 제2차 세계대전이 시작된 곳으로 1939년 9월 1일에 독일의 홀슈타인호가 발포를 하여 전쟁이 시작되었다. 당시 베스테르플라테는 폴란드 제2공화국이 아니라 단치히 자유시에 속해있었는데 여기에 주둔했던 폴란드군이 225명의 병력으로 3400명 가까이 되는 독일군과 맞서서 일주일이나 버틴 베스테르플라테 전투로 유명하다. 발트 해 연안에는 전쟁을 기리는 기념비가 세워져 있으며, 기념비에는 ‘더이상의 전쟁은 안 된다'(폴란드어: Nigdy Więcej Wojny)’라는 글귀가 흰색으로 씌어져 있다.

## 같이 보기
- 프란치셰크 동브로프스키